# Historie kuchenne
Historie kuchenne (nor. Salmer fra Kjøkkenet) – norwesko-szwedzka komedia obyczajowa z 2003 roku w reżyserii Benta Hamera. Film został zgłoszony jako norweski kandydat do nagrody Amerykańskiej Akademii Filmowej w kategorii najlepszego filmu nieanglojęzycznego, ale nie uzyskał nominacji.

## Fabuła
W powojennej Szwecji naukowcy odkrywają, że przeciętna gospodyni domowa podczas przygotowywania posiłków w ciągu roku pokonuje dystans równy odległości od Sztokholmu do Kongo. Na tej podstawie szwedzki Instytut Badań Domowych zleca swoim pracownikom zbadanie zachowań norweskich samotnych mężczyzn. Folke Nilsson (Tomas Norström) zostaje wyznaczony do badania nawyków Isaka Bjørvika (Joachim Calmeyer). Zgodnie z zasadami instytutu badacz powinien w milczeniu obserwować przedmiot swoich badań siedząc na podwyższonym krześle w jego kuchni. Isak jednak przestaje używać kuchni i obserwuje Folkego przez dziurę w suficie.

## Obsada
- Joachim Calmeyer – Isak Bjørvik
- Tomas Norström – Folke Nilsson
- Bjørn Floberg – Grant
- Reine Brynolfsson – Malmberg
- Sverre Anker Ousdal – dr Jack Zac. Benjaminsen
- Leif Andrée – dr Ljungberg